# Isospin
Na Física, isospin (termo derivado de isotopic spin ou isobaric spin) é um termo criado em 1961 que representa um número quântico relacionado às forças fortes no estudo das partículas elementares.
Esta teoria apareceu a partir da constatação de que o próton e o nêutron possuem o mesmo spin (1/2), praticamente a mesma massa, mas possuem cargas elétricas diferentes (+1 e 0). E também que a força de atração que une essas partículas no núcleo atômico é insensível à carga.
O conceito de isospin já foi superado pela cromodinâmica quântica (QCD), porém ele continua a ser bastante usado na física de partículas experimental.

## Operadores de criação e aniquilação
{\displaystyle a_{p}^{\dagger }}, cria um próton
{\displaystyle a_{n}^{\dagger }}, cria um nêutron
{\displaystyle a_{p}}, destrói um próton
{\displaystyle a_{n}}, destrói um nêutron

## Operadores isospin
Os operadores isospin são definidos assim:
{\displaystyle \tau _{0}={\frac {1}{2}}(a_{p}^{\dagger }a_{p}-a_{n}^{\dagger }a_{n})=Q-{\frac {1}{2}}B}
{\displaystyle \tau _{+}=a_{p}^{\dagger }a_{n}}, transforma um nêutron num próton
{\displaystyle \tau _{-}=a_{n}^{\dagger }a_{p}}, transforma um próton num nêutron.

## Estrutura de grupo
O termo isospin deriva do fato de os operadores isospin {\displaystyle \tau _{0}}, {\displaystyle \tau _{+}} e {\displaystyle \tau _{-}} possuírem uma relação de comutação similar à do momento angular ([1], cap. 5):
{\displaystyle [\tau _{0},\tau _{+}]=\tau _{+}},
{\displaystyle [\tau _{0},\tau _{-}]=-\tau _{-}},
{\displaystyle [\tau _{+},\tau _{-}]=2\tau _{0}}.
As 'rotações' correspondentes formam um grupo de Lie, conhecido como o grupo isospin.
A consequência disso é que a teoria desenvolvida para o momento angular pode ser rapidamente adaptada para resolver problemas ligados ao isospin.

## Multipletos isospin
Semelhante ao caso dos núcleons (próton e nêutron), outras partículas podem ser agrupadas nos assim chamados multipletos ([2], pag. 45):
dubleto-nucleon:    {\displaystyle (p,n)}
tripleto-píon:      {\displaystyle (\pi ^{+},\pi ^{0},\pi ^{-})}
quadrupleto-delta:  {\displaystyle (\Delta _{++},\Delta _{+},\Delta _{0},\Delta _{-})}
etc.
Por conseguinte, a teoria desenvolvida para o primeiro caso pode ser facilmente adaptada aos outros grupos.

## Aplicação
A invariância isospin pode explicar, por exemplo, por que as duas formas de decaimento da partícula {\displaystyle \Delta ^{+}} ocorrem com uma frequência 2:1 e não como intuitivamente seria esperado 1:1.
{\displaystyle \Gamma (\Delta ^{+}\rightarrow n\pi ^{+}):\Gamma (\Delta ^{+}\rightarrow p\pi ^{0})=1:2}